# 第132歩兵大隊 (フランス軍)
第132歩兵大隊（だいひゃくさんじゅうにほへいだいたい、：132e BI）は、マルヌ県Suippesに駐屯する、CENAT隷下のフランス陸軍の軍用犬（警察犬）教育大隊である。
兵種は各種、伝統的区分は歩兵である。
別称は、第132陸軍犬大隊（132e bataillon cynophile de l'Armée de Terre）である。

## 沿革
- 1794年：第132戦闘准旅団が編制される。
- 1796年：第108戦列歩兵准旅団となる。
- 1811年：イル・ド・レ流刑連隊となる。
- 1812年：第132戦列歩兵連隊となる。
- 1882年：第132歩兵連隊となる。
- 1914年：第1次世界大戦に参加。
- 1939年：第132要塞歩兵連隊となり、予備役部隊としてすごす。
- 現在：第132陸軍犬大隊となる。

## 最新の部隊編成
- 大隊本部
- 本部管理中隊
- 第1調教中隊
- 第2調教中隊 - （Saint-Christol駐屯地）
- 第3調教中隊 - （Biscarrosse駐屯地）

## 大隊の任務
- 大隊は、フランス3軍（陸軍、海軍、空軍）から集まった訓練兵250名/年を受け入れて、購入された犬260頭/年と伴に訓練を受ける。教育内容としては大きく2つに分けられ、爆発物対策と麻薬対策の教育となる。
- 大隊での訓練や蓄積された経験は、軍事作戦だけでなく、フランス市民やフランスを訪れる外国人の警備保安に大いに活用され、市民生活に貢献している。また、ハンドラーとして訓練を受けた兵卒の除隊後の再就職先を保障することにもなっている。
- 大隊は、特別にcynophile（シノフィル、愛犬）の名称がつけられた。

## 主要装備
- GIAT BM92-G1
- FA-MAS
- P4
- TRM 2000
- TRM 4000